# Assahara
Assahara est une localité de l'est de la Côte d'Ivoire, et appartenant au département de Bongouanou, Région du N'zi-Comoé.
La localité d'Assahara est un chef-lieu de commune.